# Socorro (São Paulo)
Pour les articles homonymes, voir Socorro.
Socorro est une municipalité brésilienne de l'État de São Paulo et la Microrégion d'Amparo.